# Joerie Vansteelant
Joerie Vansteelant né le 21 juin 1982 à Torhout en Belgique est un duathlète et triathlète, quadruple champion du monde de duathlon longue distance.

## Biographie
Joerie Vansteelant est le frère cadet de Benny Vansteelant multiple champion du monde de duathlon décédé tragiquement en 2007, des suites d'un violent accident de la route, lors d'un entrainement à vélo. Pratiquant principalement le duathlon, il participe avec succès à ses premiers triathlon à compter de 2012.

## Palmarès
Les tableaux présentent les résultats les plus significatifs (podium) obtenus sur le circuit international  de duathlon et de triathlon depuis 2006,.
| Année | Compétition                                       | Pays       | Position | Temps           |
| ----- | ------------------------------------------------- | ---------- | -------- | --------------- |
| 2012  | Powerman Duathlon Zofingen                        | Suisse     |          | 6 h 7 min 58 s  |
| 2012  | Championnats du monde de duathlon longue distance | Suisse     |          | 6 h 7 min 58 s  |
| 2012  | Powerman Allemagne                                | Allemagne  |          | 3 h 12 min 9 s  |
| 2012  | Powerman Pays-Bas                                 | Pays-Bas   |          | 2 h 42 min 37 s |
| 2011  | Powerman Duathlon Zofingen                        | Suisse     |          | 6 h 7 min 15 s  |
| 2011  | Championnats du monde de duathlon longue distance | Suisse     |          | 6 h 7 min 15 s  |
| 2011  | Powerman Italie                                   | Italie     |          | 3 h 20 min 10 s |
| 2010  | Powerman Alabama                                  | États-Unis |          | Timing          |
| 2009  | Powerman Duathlon Zofingen                        | Suisse     |          | 6 h 11 min 36 s |
| 2009  | Powerman Pays-Bas                                 | Pays-Bas   |          | Timing          |
| 2009  | Powerman Autriche                                 | Autriche   |          | Timing          |
| 2008  | Championnats du monde de duathlon longue distance | Belgique   |          | Timing          |
| 2008  | Powerman Autriche                                 | Autriche   |          | Timing          |
| 2007  | Championnats du monde de duathlon longue distance | États-Unis |          | Timing          |
| 2007  | Powerman Autriche                                 | Autriche   |          | Timing          |
| 2006  | Powerman Autriche                                 | Autriche   |          | Timing          |

| Année | Compétition             | Pays    | Position          | Temps           |
| ----- | ----------------------- | ------- | ----------------- | --------------- |
| 2013  | Challenge Fuerteventura | Espagne | Médaille d'argent | 4 h 6 min 46 s  |
| 2012  | TriStar111 Lyon         | France  | Médaille d'or     | 3 h 40 min 54 s |
| 2012  | TriStar111 Majorque     | Espagne | Médaille d'or     | 3 h 42 min 51 s |